# Retrato de Maddalena Doni
El Retrato de Maddalena Doni también conocido como Retrato de Magdalena Doni o Retrato de Maddalena Strozzi es una pintura realizada en óleo sobre tabla por el maestro del renacimiento Rafael entre 1506 y 1507. La obra se conserva en la Galleria Palatina del Palacio Pitti de Florencia.

## Historia
Posiblemente el retrato fue parte de un díptico, en el cual se encontraba el retrato de Agnolo Doni, un mercader florentino y esposo de Maddalena. Algunos historiadores indican que la obra fue encargada a Rafael para conmemorar la unión de la pareja, la cual se celebró en 1504. Sin embargo, se estima que los dos retratos fueron ejecutados por Rafael en 1506, fecha en la que se cree que el pintor de Urbino estudió de cerca la obra de Leonardo Da Vinci.
La composición de la pintura guarda numerosas semejanzas con La Gioconda. Una de esas similitudes es la postura de la modelo, por ejemplo, las manos de Maddalena mantienen la misma posición que las de la Mona Lisa, la mano derecha reposa sobre la mano izquierda.